# Харбинский трамвай
Харбинский трамвай — трамвайная система, действовавшая в китайском городе Харбин с 1927 по 1987 год.

## История
Трамвайная система в Харбине была построена в 1927 году на немецкие деньги. Система имела несколько «немецких» признаков. Она имела метровую колею (распространённую в Германии), а вагоны были построены фирмой Falkenried из Гамбурга.
В пятидесятых годах система получила новые четырёхосные трамваи.
Весной 1986 года была ликвидирована трамвайная линия в центре города. После этого в городе остался двухкилометровый отрезок трамвайной линии № 1 на юге города и отрезок линии № 2 на севере длиной 2,5 километра. Отрезок второй линии не имел связи с депо, и был закрыт в августе того же года. Участок первой линии просуществовал до 1987 года.

## Описание системы
Система харбинского трамвая имела метровую колею. По состоянию на начало 80-х годов сеть состояла из двух линий.
Единственное депо было расположено у конечного пункта первой линии в районе Wenming Jie.

## Подвижной состав
Первоначально в Харбине использовались двухосные трамваи немецкого производства. Два таких вагона, № 94 и 4, использовались вплоть до закрытия трамвайной системы в 1987 году (к тому времени эти вагоны были служебными).
В 1953—1957 годах в Харбин было поставлено сорок четырёхосных трамваев типа «Далянь».
До 1982 года трамваи первой линии красились в красный цвет, а трамваи второй линии — в сине-зелёную цветовую комбинацию.